# 労働分配率
労働分配率（）とは、経済学用語の一つで、企業において生産された付加価値全体のうちの、どれだけが労働者に還元されているかを示す割合。これは「人件費÷付加価値」で算出された百分率で表す。

## 解説
1950年代の日本の労働組合の中には、労働分配率を向上させることを目的として闘争を実施しているところも存在していた。だがここで人件費とされている数字には福利厚生や役員手当が含まれていたり、付加価値は経常利益であったり減価償却費の数字が含まれているなど労働者による付加価値の割合は時期に応じて変化していることから単にこれの大きさを根拠として議論をするのは難しい。
労働分配率は、景気の動向によって短期的に変動する。労働分配率は、賃金を付加価値で割ったものであり、不況の時には分母（付加価値総額）が低迷すると大きくなる。
日本企業の事業がグローバル化するのに伴い海外子会社からの投資収益が増加傾向にあるが、国内従業員が直接生んだ付加価値ではないため、賃金上昇につながらず労働分配率が低下する方向になっているとの見方もある。